# أل روزين
أل روزين (بالإنجليزية: Al Rosen)‏ هو لاعب كرة قاعدة أمريكي، ولد في 29 فبراير 1924 في سبارتانبرغ في الولايات المتحدة، وتوفي في 13 مارس 2015 في رانتشو ميراج في الولايات المتحدة.

## وصلات خارجية
- أل روزين على موقعبيزبول رفرنس.كوم (الدوري الرئيسي) (الإنجليزية)
- أل روزين على موقعبيزبول رفرنس.كوم (الدوري الثانوي) (الإنجليزية)
- أل روزين على موقع مشجعي الرسوم البيانية (الإنجليزية)
- أل روزين على موقع قاعة فلوريدا للمشاهير الرياضية (الإنجليزية)